# Robert Teske
Robert Teske (* 8. März 1990 in Brandenburg an der Havel) ist ein rechtsextremer deutscher Politiker (AfD). Es zog als Direktkandidat der AfD Thüringen über den Wahlkreis Suhl – Schmalkalden-Meiningen – Hildburghausen – Sonneberg in den 21. Deutschen Bundestag ein.

## Leben
2010 legte Teske sein Abitur am Gymnasium Osterholz-Scharmbeck ab. Von 2010 bis 2013 absolvierte er eine Ausbildung zum Kaufmann für Spedition und Logistikdienstleistung in Bremen. 2014 bis 2018 war er Mitarbeiter in einer Spedition. Von 2019 bis 2025 war Teske Büroleiter von Björn Höcke (AfD) im Thüringer Landtag.
Seit 2014 ist er Mitglied der Alternative für Deutschland. Ab Oktober 2016 war Teske Gründungsvorsitzender des Landesverbandes der Jungen Alternative Bremen, ab Dezember 2017 zusätzlich stellvertretender Landesverbandsvorsitzender des AfD-Landesverbandes Bremen. Im Oktober 2017 kandidierte Teske erfolglos auf der Landesliste der AfD Bremen für die Bundestagswahl 2017. Seit 2024 ist Teske Mitglied des Vorstandes des Kreisverband Mittelthüringen, seit 2024 Mitglied des Landesvorstands der AfD Thüringen und seit 2024 Mitglied des Erfurter Stadtrates. Bei der Landtagswahl in Thüringen 2024 kandidierte Teske erfolglos als Direktkandidat der AfD im Kyffhäuserkreis.
Teske beschäftigt seit April 2025 den neurechten Publizisten Benedikt Kaiser in seinem Abgeordnetenbüro im Deutschen Bundestag.

## Nähe zur rechtsextremen Organisationen
Teske war mehrfach auf Demonstrationen der rechtsextremen Identitären Bewegung angetroffen worden. Im Gespräch mit dem Bremer Weser-Kurier äußerte Teske: „Die Identitären […] werden zu Unrecht vom Verfassungsschutz beobachtet.“
Der Verfassungsschutz stellte im September 2017 den nur elf Monate zuvor gegründeten und von Robert Teske geführten Landesverband Bremen der Jungen Alternativen wegen des Verdachts rechtsextremistischer gegen die Verfassung gerichteter Bestrebung unter Beobachtung, da „unter den Führungspersonen des […] Landesverbandes […] Personen [seien], die sich für die rechtsextremistischen ‚Identitären‘ engagieren.“ Der Bremer Innensenator Ulrich Mäurer urteilte über die JA Bremen: „Die Botschaften dieser Gruppe sind Rassismus pur“. Durch die Übernahme von Ideologiefragmenten der Identitären Bewegung wie „großer Austausch“ und „Remigration“ durch Teske zum Beispiel auf Twitter sieht der Verfassungsschutz auch die rechtsextreme Weltanschauung der Identitären Bewegung als geteilt an.
In seinem Gutachten zur AfD vom Januar 2019 kommt der Verfassungsschutz mit Bezug auf Robert Teske zu dem Schluss, dass die AfD-Jugendorganisation JA „durchaus die Ziele und Ausrichtung des [rechtsextremen und verfassungsfeindlichen] Vereins ‚Ein Prozent‘ teilt und unterstützt.“